# 布賴特斯塔 (阿肯色州)
布賴特斯塔（英語：Brightstar）是位於美國阿肯色州米勒縣的一個非建制地區。該地的面積和人口皆未知。

## 地理
布賴特斯塔的座標為33°06′55″N 93°59′23″W / 33.11528°N 93.98972°W，而該地的平均海拔高度為109米（即358英尺）。